# Extended Backus-Naur Form

L'Extended Backus-Naur Form (EBNF) (forme étendue de Backus-Naur en français) est une extension du métalangage BNF, proposée entre autres par Niklaus Wirth en 1977. Cette forme permet de condenser la notation BNF et de la rendre plus lisible.
Niklaus Wirth créa cette forme de Backus-Naur lorsqu'il créa le langage Pascal dans les années 1970.
Une autre syntaxe est reprise dans la norme ISO 14977 de 1996. Elle est disponible gratuitement sous forme électronique en anglais.
Le W3C utilise encore une autre syntaxe de la forme étendue de Backus-Naur pour le langage XML.
1. La norme ISO se fonde sur les conventions suivantes :
- chaque symbole non terminal de l'EBNF est écrit comme un ou plusieurs mots joints par un trait d'union ;
- sauf s'il se termine par « -symbol », c'est alors un terminal.

2. Les caractères représentant les opérateurs sont les suivants (par ordre de priorité croissante) :
```
* répétition
- absence
, concaténation
| choix
= définition
; terminaison
```

3. La priorité normale est substituée par les paires suivantes :
```
´  terminal ambigu  ´
"  terminal ambigu  "
(* commentaire *)
(  groupe  )
[  groupe optionnel  ]
{  groupe répété  }
?  séquence spéciale  ?
```

Exemples de règles :
```
aa = "A";
bb = 3 * aa, "B";
cc = 3 * [aa], "C";
dd = {aa}, "D";
ee = aa, {aa}, "E";
ff = 3 * aa, 3 * [aa], "F";
gg = {3 * aa}, "G";
```

Chaînes définies par les règles ci-dessus :
```
aa: A
bb: AAAB
cc: C AC AAC AAAC
dd: D AD AAD AAAD AAAAD etc.
ee: AE AAE AAAE AAAAE AAAAAE etc.
ff: AAAF AAAAF AAAAAF AAAAAAF
gg: G AAAG AAAAAAG etc.
```